# شيخ وزا
شيخ وزا (بالفارسية: شیخ وزا) هي قرية تقع في Poshtkuh Rural District في إيران.